# Serkan Firat
Serkan Firat (türkisch Serkan Fırat; * 2. Mai 1994) ist ein deutsch-türkischer Fußballspieler. Der offensive Mittelfeldspieler steht beim Regionalligisten TSV Steinbach Haiger unter Vertrag.

## Karriere
Firat begann in der Fußballabteilung der Turngemeinde 08 Ober-Roden im gleichnamigen Stadtteil von Rödermark im Landkreis Offenbach mit dem Fußballspielen. 2010 wechselte er in die Jugendabteilung des SV Darmstadt 98. Zur Saison 2013/14 rückte Firat unter Trainer Dirk Schuster als Perspektivspieler in die erste Mannschaft auf und erhielt einen bis zum 30. Juni 2014 laufenden Profivertrag. Sein Profidebüt gab er am 20. Dezember 2013 (21. Spieltag) beim 3:0-Sieg im Drittliga-Auswärtsspiel gegen die SV Elversberg, nachdem er in der 89. Minute für Marcel Heller eingewechselt worden war. Am Saisonende stieg er mit der Mannschaft in die 2. Bundesliga auf. In der Folgesaison stand Firat zweimal im Kader der ersten Mannschaft, kam jedoch nicht zum Einsatz. Die Spielzeit beendete das Team auf dem zweiten Tabellenplatz, was den Aufstieg in die Bundesliga bedeutete. Firat verließ den Verein jedoch und schloss sich im Oktober 2015 dem Hessenligisten SC Viktoria Griesheim an.
Zur Saison 2016/17 wechselte er zum Regionalligisten Kickers Offenbach. Am 22. August 2016 erzielte Firat in der ersten Runde des DFB-Pokals beim Heimspiel gegen den Zweitligisten Hannover 96 zwei direkte Freistoßtore, konnte die 2:3-Niederlage und damit das Ausscheiden seines Teams aber nicht verhindern.
Zur Saison 2019/20 wechselte er zum FC Bayern Alzenau, kehrte jedoch bereits im Januar 2020 nach Offenbach zurück. Zur Saison 2022/23 wechselte er zum Ligakonkurrenten TSV Steinbach Haiger.

## Erfolge
SV Darmstadt 98
- Aufstieg in die 2. Bundesliga: 2014
- Aufstieg in die Bundesliga: 2015